# (128895) Bright Spring
(128895) Bright Spring est un astéroïde de la ceinture principale.

## Description
(128895) Bright Spring est un astéroïde de la ceinture principale. Il fut découvert le 4 octobre 2004 à Vail-Jarnac par l'observatoire Jarnac. Il présente une orbite caractérisée par un demi-grand axe de 2,33 UA, une excentricité de 0,17 et une inclinaison de 2,4° par rapport à l'écliptique.

## Compléments